# Julia Simon
Julia Simon (* 9. Oktober 1996 in Albertville) ist eine französische Biathletin. Sie gewann in der Saison 2022/23 den Gesamtweltcup und ist zehnfache Weltmeisterin.

## Sportliche Laufbahn

### Vom Jugendbereich in den B-Kader (bis 2018)
Als Kind begann die in der Wintersportregion Savoyen aufgewachsene Simon mit dem alpinen Skisport. Über den Skilanglauf kam sie zum Biathlon, auf den sie sich ab dem Alter von 16 Jahren konzentrierte. 2012 wurde sie in ihrer Altersklasse französische Vizemeisterin hinter der wenige Monate älteren Justine Braisaz, die ebenso wie Simon ihre Laufbahn im Club des Sports Les Saisies begann.
Ihr internationales Debüt gab Simon im Rahmen der Juniorinnenrennen der Europameisterschaften 2014 von Nové Město na Moravě, wo sie als bestes Ergebnis zwei 24. Plätze in Einzel und Verfolgung erreichte. Noch im gleichen Winter gewann sie bei den Jugendweltmeisterschaften 2014 in Presque Isle hinter Lisa Vittozzi und Anna Weidel die Bronzemedaille im Sprintrennen und anschließend gemeinsam mit Estelle Mougel und Lena Arnaud den WM-Titel in der Staffel. Diesen Erfolg wiederholte Simon in der nächsthöheren Altersklasse der Junioren 2015, erneut an der Seite von Arnaud und Chloé Chevalier. Spätere Erfolge im Juniorenbereich waren unter anderem Siege bei französischen Meisterschaften, ein Europameistertitel in der Verfolgung 2016 sowie mehrere Top-Ten-Ergebnisse bei den Rennen der Junioren-WM 2017.
Parallel zu ihren Einsätzen bei internationalen Juniorenmeisterschaften trat Simon ab dem Winter 2014/15 im IBU-Cup an, der nach dem Weltcup zweithöchsten Wettkampfserie im Erwachsenenbereich. Dabei platzierte sich die Französin zwar zumeist unter den vorderen 40 und erhielt somit Punkte für die Gesamtwertung, ohne Top-Ten-Resultate blieb sie aber zunächst hinter den Ergebnissen ihrer Teamkolleginnen zurück. Simon gab später an, dass insbesondere die ständigen Vergleiche mit ihrer Vereinskameradin Justine Braisaz „nicht einfach“ gewesen seien: Während Braisaz bereits 2014 mit 18 Jahren in das französische Weltcupteam aufgestiegen war, wurde sie teilweise nicht für den IBU-Cup berücksichtigt.
Im Januar 2017 stand Simon in Martell in zwei IBU-Cup-Sprints auf dem Podest und entschied einen davon mit 17,6 Sekunden Vorsprung auf Darja Wirolainen für sich. Daraufhin erhielt sie in Ruhpolding und später (nach einem weiteren IBU-Cup-Podium) auch beim Saisonfinale in Oslo ihre ersten vier Weltcupeinsätze.
Als bestes Ergebnis erzielte sie dabei einen 25. Rang im Sprint am Holmenkollen. Im folgenden Winter fand Simon – als Folge erneuter Top-Ten-Ergebnisse im IBU-Cup – ab Januar 2018 regelmäßig Berücksichtigung im Weltcupteam. Nach einem zwölften Rang im Sprint von Antholz nominierte sie der französische Skiverband für die olympischen Wettkämpfe von Pyeongchang; als einzige Biathletin des sechsköpfigen Aufgebots blieb sie dabei ohne Einsatz. Bei den Europameisterschaften 2018 (die ein Großteil der Olympiateilnehmer ausließ) gewann Simon Bronze in der Verfolgung und zusammen mit Émilien Jacquelin Silber in der Single-Mixed-Staffel. Bereits drei Jahre zuvor hatte sie bei der EM 2015 Staffelbronze gewonnen.

### Aufstieg im Weltcup (2018 bis 2022)

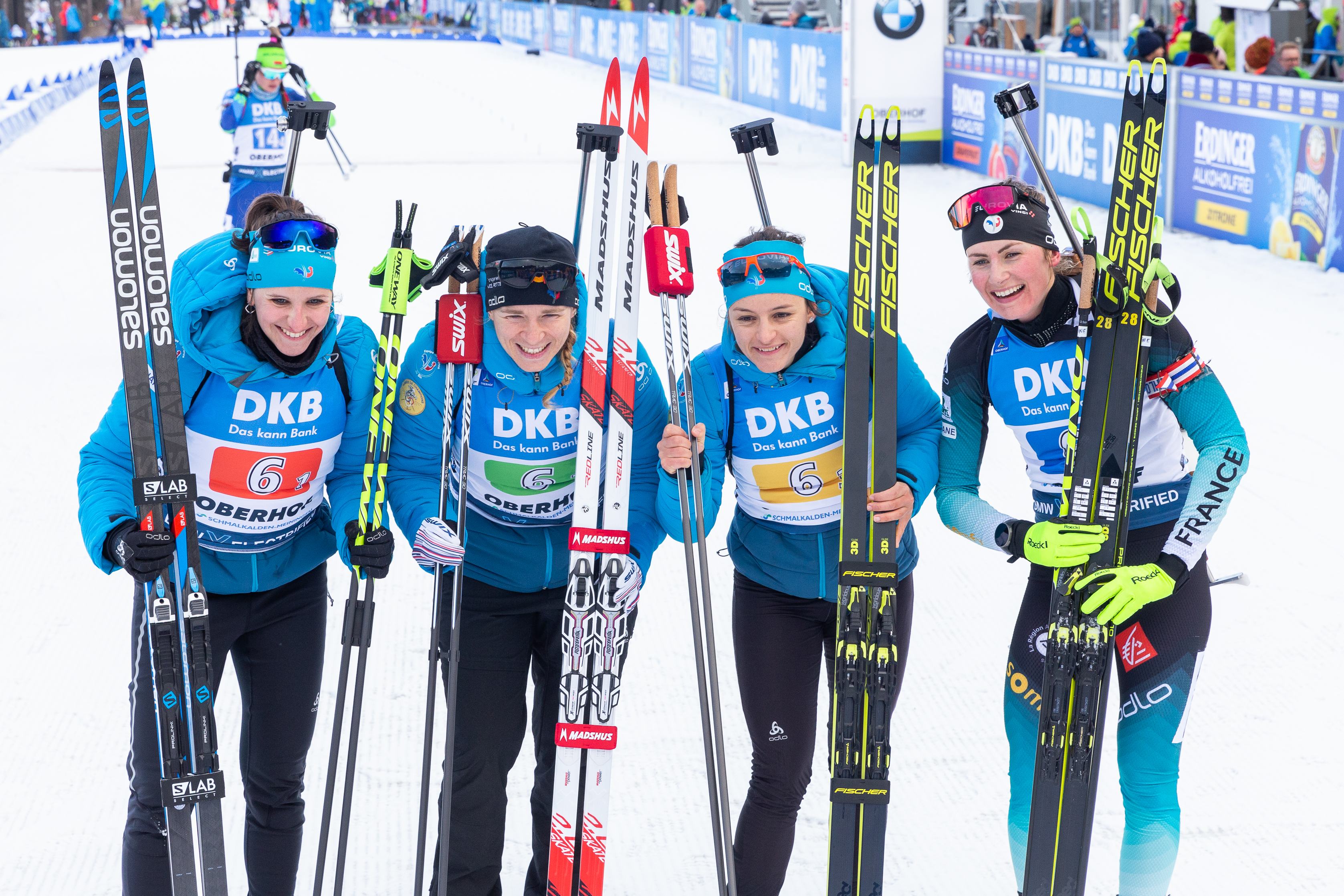
Simon (l.) mit ihren Teamkolleginnen Anaïs Bescond, Célia Aymonier und Justine Braisaz nach dem Staffelrennen von Oberhof im Januar 2020

Über die Saison 2018/19 zählte Simon formal weiterhin zum B-Kader des Skiverbands, wurde aber über den gesamten Winter hinweg ausschließlich im Weltcup eingesetzt. Sie stand somit auf einer Ebene mit den drei A-Kader-Athletinnen Anaïs Chevalier, Anaïs Bescond und Justine Braisaz, mit denen sie im Staffelrennen von Ruhpolding im Januar 2019 erstmals in der höchsten Wettkampfserie gewann. Simon übernahm dabei die Position der Startläuferin, blieb im Liegend- wie auch im Stehendschießen fehlerfrei und übergab in Führung liegend an Bescond. Auch in Einzelrennen etablierte sie sich im oberen Mittelfeld, verpasste im Sprint von Pokljuka als Vierte das Podium um lediglich 2,5 Sekunden und belegte am Saisonende den 23. Rang im Gesamtweltcup. Bei ihrer ersten WM-Teilnahme im Erwachsenenbereich erreichte sie als bestes Einzelergebnis einen 21. Rang im 15-Kilometer-Rennen, in den Staffelwettkämpfen verfehlte sie die Medaillenränge klar.
Simon – die seit Mai 2019 auch offiziell im A-Kader geführt wurde – verbesserte ihre Ergebnisse über den folgenden Winter weiter. Bereits beim Saisonauftakt in Östersund stand sie im 15-Kilometer-Einzel erstmals auf dem Podest. Im Januar 2020 verteidigte sie auf der Pokljuka als Schlussläuferin der französischen Mixed-Staffel den ihr von Quentin Fillon Maillet, Simon Desthieux und Justine Braisaz mitgegebenen Vorsprung von 40 Sekunden auf das norwegische Team und sicherte somit ihren zweiten Staffel-Weltcupsieg. Bei den Weltmeisterschaften von Antholz zeigte sie zunächst ihre schwächsten Saisonleistungen mit Resultaten außerhalb der vorderen 30 Plätze, schloss die WM aber mit einem fünften Rang im Massenstart ab. Im letzten Rennen der Saison (das aufgrund der COVID-19-Pandemie ohne Zuschauer stattfand) entschied sie im Alter von 23 Jahren erstmals einen Einzel-Weltcup für sich: Nach einem 11. Platz im Sprint überholte sie in der Verfolgung von Kontiolahti alle Konkurrentinnen und gewann das Rennen mit 17,3 Sekunden vor Selina Gasparin, nachdem sie anders als die bis dahin führende Tiril Eckhoff beim letzten Schießen ohne Fehler blieb. Am Ende des Winters belegte sie als beste Athletin ihres Teams (vier Punkte vor Justine Braisaz) den achten Platz im Gesamtweltcup.
Auch 2020/21 war Simon mit zwei Massenstartsiegen im Januar 2021 eine der erfolgreichsten Französinnen im Weltcup: In Oberhof setzte sie sich auf der Schlussrunde gegen Franziska Preuß durch, in Antholz schlug sie Hanna Öberg im Zielsprint. Bis zum letzten Saisonrennen in Östersund führte sie den Massenstartweltcup an, wurde dort aber mit 15 Fehlschüssen Letzte und fiel auf den dritten Rang der Disziplinenwertung zurück. Mehrere Beobachter bezeichneten Simons Saison als „Achterbahnfahrt“. Wegen unbeständiger Schießergebnisse – in erster Linie im liegenden Anschlag – platzierte sie sich zwischen ihren erfolgreichen Wettbewerben teils nicht unter den ersten 50 Athletinnen. Bei den Weltmeisterschaften Mitte Februar 2021 auf der Pokljuka verpasste Simon in den Einzelwettkämpfen vordere Ergebnisse und gab das 15-Kilometer-Rennen nach sieben Schießfehlern in chancenloser Position vor dem Erreichen des Ziels auf. Zwei Tage später gewann sie zusammen mit Antonin Guigonnat die Goldmedaille in der Single-Mixed-Staffel und errang damit ihren ersten Weltmeistertitel, wobei sie auf der letzten Runde schneller als Tiril Eckhoff lief. Im Weltcup hatte Simon zuvor bereits an der Seite von Émilien Jacquelin eine Single-Mixed-Staffel für sich entschieden.
Im Winter 2021/22 lief Simon nach einem in einer AFP-Meldung als „katastrophal“ bewerteten Saisonstart (ohne Top-20-Ergebnis in den ersten Wochen) zu ihrem ersten Sprint-Weltcupsieg – vor Vanessa Voigt – bei den Rennen von Otepää und mehreren weiteren Podestergebnissen. Bei den Olympischen Winterspielen 2022 in Peking belegte sie als bestes Einzelergebnis einen sechsten Rang im Massenstart beim Sieg ihrer Teamkollegin Justine Braisaz-Bouchet. Mit der Mixed-Staffel um Anaïs Chevalier-Bouchet, Émilien Jacquelin und Quentin Fillon Maillet gewann sie die olympische Silbermedaille.

### Gesamtweltcupsieg und Betrugsvorwurf (2022 bis 2024)

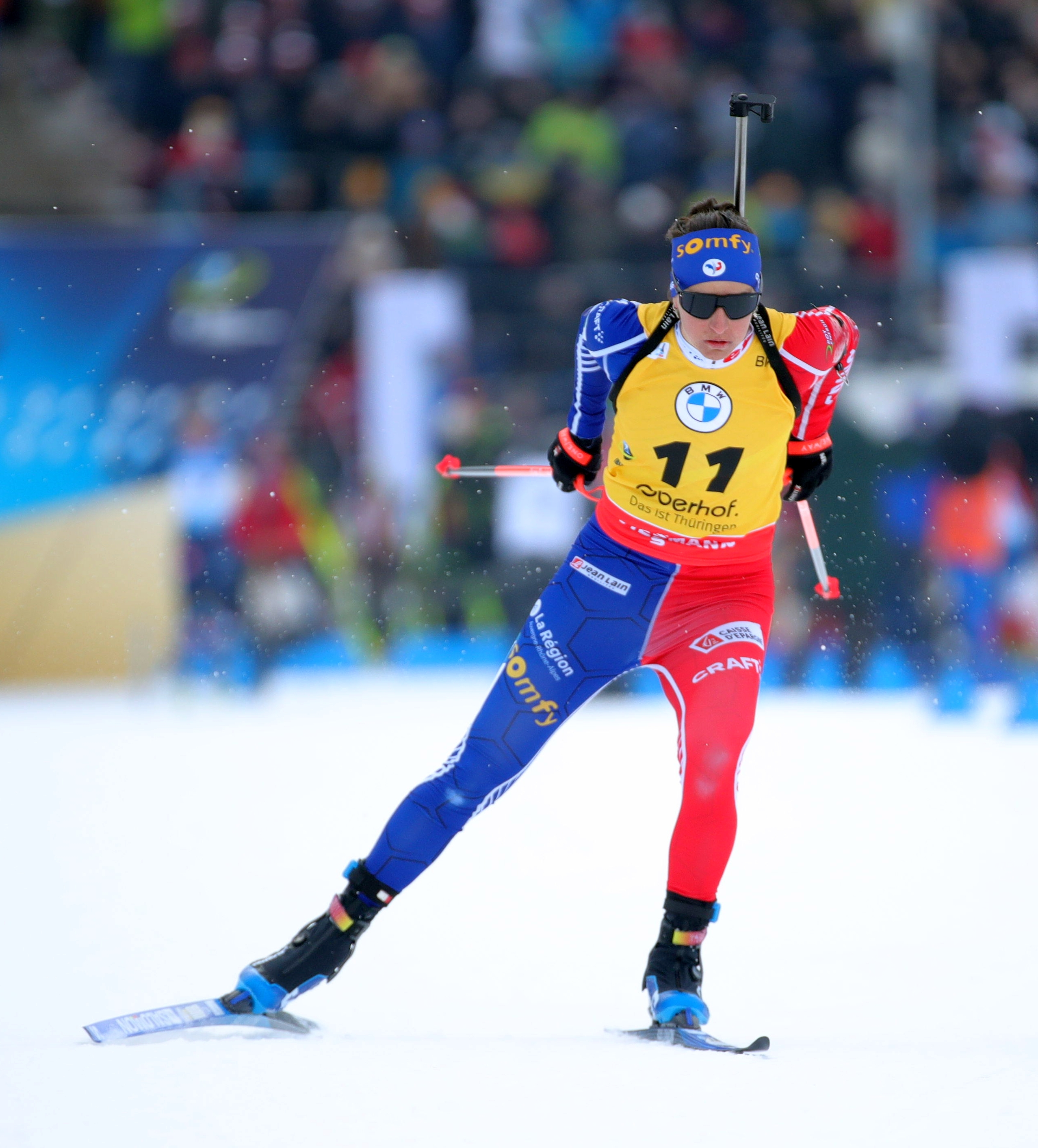
Simon während der Weltmeisterschaften 2023 in Oberhof

Mit zwei Siegen in den ersten fünf Wettkämpfen der Weltcupsaison 2022/23 übernahm Julia Simon im nacholympischen Winter früh das Gelbe Trikot der Gesamtführenden. Insgesamt beendete sie in der Saison siebzehn von zwanzig Weltcuprennen unter den ersten zehn Athletinnen, zehn davon auf dem Podium. Sie gewann den Gesamtweltcup mit 1093 Punkten vor Dorothea Wierer (911 Punkte). Die als Favoritin in den Winter gestartete Elvira Öberg, die in der ersten Saisonhälfte Simons stärkste Konkurrentin war, fiel in der Wertung wegen gesundheitlicher Probleme zurück. Simon war die insgesamt vierte Französin nach Anne Briand, Emmanuelle Claret und Sandrine Bailly, die im Gesamtweltcup triumphierte. Zudem entschied sie die Disziplinenwertungen in der Verfolgung und im Massenstart für sich. Bei den Weltmeisterschaften 2023 siegte Simon im Verfolgungsrennen vor Denise Herrmann-Wick und gewann außerdem zwei Bronzemedaillen im Massenstart sowie mit der Mixed-Staffel.
Auf die Saison 2023/24 bereitete sich Julia Simon überwiegend alleine vor und blieb Anfang Juli 2023 dem ersten Trainingslager mit der Mannschaft „aus persönlichen Gründen“ ebenfalls fern. Kurz darauf enthüllte die L’Équipe, dass gegen Simon zwei Anzeigen wegen Kreditkartenbetrugs vorliegen, eine davon durch ihre Teamkollegin Justine Braisaz-Bouchet. Simon soll während des Blinkfestivalens – einer Veranstaltung in Norwegen in den Disziplinen Langlaufen und Biathlon – Anfang August 2022 mit der Kreditkarte von Braisaz-Bouchet sowie der eines weiteren, namentlich nicht genannten Teammitglieds, Waren der Marke GoPro im Wert von 1000 bis 2000 Euro online gekauft haben. Die Waren sollen dann an Julia Simons Privatadresse geliefert worden sein. Simon äußerte sich zuerst nicht zu den Vorwürfen und sperrte vorübergehend ihre Profile in Sozialen Netzwerken. Am ersten Juni berief der französische Skiverband eine Disziplinarkommission ein, von der Simon und Braisaz-Bouchet zu den Vorwürfen angehört wurden. In der Folge bezog der Verband eine neutrale Position und will vor einer Entscheidung das amtliche Ergebnis der Strafverfolgungsbehörden abwarten. Im August 2023 äußerte sich Julia Simon erstmals zu den Vorwürfen und beteuerte dabei ihre Unschuld. Sie beauftragte einen Anwalt und erstattete ihrerseits Anzeige wegen Identitätsdiebstahls. Im September nahm sie mit weiteren Mitgliedern der französischen Mannschaft am Martin Fourcade Nordic Festival teil und belegte den dritten Platz. Schritt für Schritt kehrte sie zum gemeinsamen Training mit der Mannschaft zurück und nahm im Herbst an den nationalen Sommerbiathlonrennen teil. Im Oktober lud die Polizei von Albertville Simon vor und befragte sie ausführlich zum Kreditkartenbetrug. Vorausgegangen waren umfangreiche Untersuchungen von IP-Adressen sowie mit den Käufen in Verbindung stehenden Smartphones und Tablets. Nach mehreren Stunden wurde Simon entlassen, ihr Anwalt Jean-Michel Reynaud sprach von einem „normalen Vorgang der Polizei“. Reynaud ergänzte, dass die Untersuchungen weiterlaufen und weitere Dinge untersucht werden müssen.
Im Verlauf des Winters 2023/24 zählte Simon erneut zu den international stärksten Athletinnen. Bei den Weltmeisterschaften in Nové Město na Moravě gewann sie vier Goldmedaillen: im Sprint und in der Verfolgung ebenso wie in der Frauenstaffel und in der Mixedstaffel. Hinzu kam eine Bronzemedaille im 15-Kilometer-Einzelrennen. Mit diesen Erfolgen wurde Simon zur erfolgreichsten französischen Biathletin bei Weltmeisterschaften. Im Weltcup entschied Simon zwei Einzelrennen für sich – die Verfolgung in Oberhof sowie den Massenstart in Antholz – und belegte damit Rang fünf in der Gesamtwertung. Sie war damit die drittbeste Athletin im französischen Team hinter Lou Jeanmonnot und Justine Braisaz-Bouchet.

### Weitere Weltmeistertitel (seit 2024)
In der Saison 2024/25 gehörte Julia Simon erneut zu den besten Biathletinnen im Weltcup und beendete die Saison auf dem dritten Gesamtrang. Trotz zwei Weltcupsiegen, drei zweiten und einem dritten Platz hatte sie am Saisonende über ein Viertel weniger Weltcuppunkte als die Siegerin Franziska Preuß und auch als die Gesamtzweite Lou Jeanmonnot. Auffällig waren einige Rennen mit einer überdurchschnittlich hohen Anzahl an Schießfehlern, seit den vorherigen beiden Jahren hat sich ihre Gesamttrefferleistung von 89 % auf 87 % und auf 85 % verschlechtert. Am Saisonhöhepunkt bei den Weltmeisterschaften in Lenzerheide gewann Simon mit vier Goldmedaillen mehr Titel als alle anderen – auch männlichen – Athleten. In der Mixedstaffel – dem ersten Wettkampf der Weltmeisterschaften – verhakte sich Simon als Startläuferin noch auf der ersten Runde in einer Abfahrt mit der Schwedin Anna Magnusson, stürzte und brach sich beide Stöcke. Mit einer beherzten Leistung am Schießstand und in der Loipe konnte Simon in Führung liegend übergeben. Lou Jeanmonnot, Éric Perrot und Émilien Jacquelin bauten diese Führung bis ins Ziel kontinuierlich aus. Nach dem Sturz zeigten sich bei Simon leichte Schmerzen in der Schulter, in Sprint und Verfolgung wurde sie nach zwei bzw. sechs Schießfehlern Siebte und Zwölfte. Im Einzelrennen über 15 km wurde sie mit einem Schießfehler – dank drittschnellster Laufzeit und der schnellsten Zeit am Schießstand – Weltmeisterin. Gemeinsam mit Quentin Fillon Maillet gewann sie die Single-Mixed-Staffel und mit Lou Jeanmonnot, Océane Michelon und Justine Braisaz-Bouchet das Staffelrennen der Frauen. Nach dem letzten Schießen lag Simon als Schlussläuferin der französischen Mannschaft fast zwei Minuten in Führung und lief die letzte Runde relativ gemächlich zu Ende. Als sie an einer Stelle nahe an den Zuschauern vorbeilief, um mit diesen „abzuklatschen“, stürzte eine Streckenbegrenzung um und fiel mit den Zuschauern auf die Strecke. Julia Simon konnte noch rechtzeitig ausweichen und das Rennen unbeschadet beenden. Sie gewann noch das Verfolgungsrennen im tschechischen Nové Město na Moravě und das Kurz-Einzel auf der Pokljuka-Hochebene. Nach einer leichten Erkältung bestritt sie angeschlagen die letzten Rennen des Winters beim Saisonfinale in Oslo am Holmenkollen.

## Leistungsentwicklung
Mit Trefferquoten zwischen 75 und 81 Prozent zählte Simon in den Jahren von 2019 bis 2022 zu den durchschnittlichen Schützinnen im Weltcup. Als Vorbild gab sie in einem Interview im Oktober 2019 Dorothea Wierer an, die sie durch ihre schnellen Schießeinlagen inspiriert habe. Auch bei sich selbst sah sie die Schießgeschwindigkeit als größte Stärke, auch wenn „die Präzision nicht immer da“ sei (im Original: „Mon point fort c'est la vitesse de tir mais la précision n'est pas toujours là“). Wegen ihrer Unbeständigkeit am Schießstand begann Simon im Frühjahr 2021 eine Zusammenarbeit mit der früheren Biathletin Marie-Laure Brunet, die während ihrer aktiven Zeit als ruhige und präzise Schützin galt und nach ihrem Karriereende 2014 als Mentaltrainerin arbeitete. Brunet sollte Simon größere Gelassenheit beim Schießen vermitteln. Parallel dazu arbeitete Simon mit dem französischen Schießtrainer Jean-Paul Giachino unter anderem an einer Verbesserung ihrer Atemtechnik. Zwischen den Saisons 2020/21 und 2022/23 machte sie insbesondere im Liegendanschlag deutliche Fortschritte und verbesserte ihre Trefferquote von 72 Prozent auf 93 Prozent. Diese Verbesserung galt als ausschlaggebend für Simons Erfolg im Gesamtweltcup 2023. In den zwei folgenden Jahren sank Simons Gesamttrefferleistung um jeweils zwei Prozentpunkte.
Ihre Laufzeiten verbesserte Simon seit ihrem Weltcupdebüt stetig, ab der Saison 2019/20 waren sie etwa drei Prozent schneller als der Schnitt des Teilnehmerinnenfeldes. Im Winter ihres Gesamtweltcupsieges 2022/23 war sie (nach Anamarija Lampič und Denise Herrmann-Wick) die drittschnellste Biathletin im Weltcup. Cyril Burdet, der 2022 als Nationaltrainer auf Frédéric Jean folgte, bescheinigte Simon eine ausgereifte Technik. Sie laufe aber sehr offensiv und wechsele früh in den Bergschritt mit zwei Beinbewegungen pro Armbewegung. Er legte in ihrem Lauftraining einen Schwerpunkt darauf, ihre Muskelkraft zu erhöhen, damit sie länger in der 1:1-Technik laufen und entspannter zum Schießen kommen konnte. 2023/24 und 2024/25 verlor Simon im Vergleich mit den Athleten im Weltcup jeweils einen Prozentpunkt in ihren Laufzeiten.

## Persönliches
Simon wuchs mit ihren in der Landwirtschaft tätigen Eltern, die unter anderem Beaufort-Käse herstellen, und zwei jüngeren Schwestern in dem Bergdorf Villard-sur-Doron auf und verbrachte die Sommer auf einer Alm. Sie schloss eine Schreinerausbildung ab und bezeichnet Holzarbeiten als „zweite Leidenschaft“.
Im Frühjahr 2019 zog sie von ihrer Heimatgemeinde in das ebenfalls savoyische La Féclaz, um die dortigen Schießstände im Training zu nutzen und sich zu professionalisieren. Zudem trat sie dem Ski-Team des französischen Zolls bei. Anfang 2023 wurde sie Botschafterin für die Stiftung ONF-Agir des französischen nationalen Forstamtes (Office national des forêts), wo sie sich für den Schutz von Artenvielfalt und nachhaltige Forstwirtschaft engagiert.
Ihr Schießtrainer Jean-Paul Giachino charakterisierte Simon als ungeduldige und willensstarke Athletin. Sie selbst erklärte 2023, um konstantere und bessere Leistungen zu erbringen, habe sie an ihrer Persönlichkeit arbeiten und ihr Temperament zügeln müssen.

## Statistik

### Weltcupsiege
| Nr. | Datum         | Ort         | Disziplin   |
| --- | ------------- | ----------- | ----------- |
| 1.  | 14. März 2020 | Kontiolahti | Verfolgung  |
| 2.  | 17. Jan. 2021 | Oberhof     | Massenstart |
| 3.  | 23. Jan. 2021 | Antholz     | Massenstart |
| 4.  | 11. März 2022 | Otepää      | Sprint      |
| 5.  | 4. Dez. 2022  | Kontiolahti | Verfolgung  |
| 6.  | 10. Dez. 2022 | Hochfilzen  | Verfolgung  |
| 7.  | 15. Jan. 2023 | Ruhpolding  | Massenstart |
| 8.  | 6. Jan. 2024  | Oberhof     | Verfolgung  |
| 9.  | 21. Jan. 2024 | Antholz     | Massenstart |

| Nr. | Datum         | Ort           | Disziplin              |
| --- | ------------- | ------------- | ---------------------- |
| 1.  | 19. Jan. 2019 | Ruhpolding    | Staffel 1              |
| 2.  | 25. Jan. 2020 | Pokljuka      | Mixed-Staffel 2        |
| 3.  | 10. Jan. 2021 | Oberhof       | Single-Mixed-Staffel 3 |
| 4.  | 18. Feb. 2021 | Pokljuka (WM) | Single-Mixed-Staffel 4 |
| 5.  | 5. Dez. 2021  | Östersund     | Staffel 1              |
| 6.  | 14. Jan. 2022 | Ruhpolding    | Staffel 5              |
| 7.  | 11. Dez. 2022 | Hochfilzen    | Staffel 6              |
| 8.  | 8. Jan. 2023  | Pokljuka      | Mixed-Staffel 7        |
| 9.  | 22. Jan. 2023 | Antholz       | Staffel 6              |
| 10. | 7. Jan. 2024  | Oberhof       | Staffel 8              |
| 11. | 10. Jan. 2024 | Ruhpolding    | Staffel 9              |
| 12. | 3. März 2024  | Oslo          | Mixed-Staffel 10       |

### Biathlon-Weltcup-Platzierungen
Die Tabelle zeigt alle Platzierungen (je nach Austragungsjahr einschließlich Olympische Spiele und Weltmeisterschaften).
- 1.–3. Platz: Anzahl der Podiumsplatzierungen
- Top 10: Anzahl der Platzierungen unter den ersten zehn (einschließlich Podium)
- Punkteränge: Anzahl der Platzierungen innerhalb der Punkteränge (einschließlich Podium und Top 10)
- Starts: Anzahl gelaufener Rennen in der jeweiligen Disziplin
- Staffel: inklusive Mixed- und Single-Mixed-Staffeln

| Platzierung               | Einzel | Sprint | Verfolgung | Massenstart | Staffel | Gesamt |
| ------------------------- | ------ | ------ | ---------- | ----------- | ------- | ------ |
| 1. Platz                  |        | 1      | 4          | 4           | 12      | 21     |
| 2. Platz                  | 2      | 2      | 2          | 3           | 3       | 12     |
| 3. Platz                  | 2      | 2      | 4          | 1           | 9       | 18     |
| Top 10                    | 6      | 19     | 20         | 15          | 38      | 98     |
| Punkteränge               | 14     | 43     | 41         | 25          | 39      | 162    |
| Starts                    | 17     | 57     | 42         | 26          | 40      | 182    |
| Stand: Saisonende 2023/24 |        |        |            |             |         |        |

### Olympische Winterspiele
Ergebnisse bei Olympischen Winterspielen:
|                                        | Einzelwettbewerbe | Einzelwettbewerbe | Einzelwettbewerbe | Einzelwettbewerbe | Staffelwettbewerbe | Staffelwettbewerbe |
| Sprint                                 | Verfolgung        | Einzel            | Massenstart       | Frauenstaffel     | Mixedstaffel       |                    |
| -------------------------------------- | ----------------- | ----------------- | ----------------- | ----------------- | ------------------ | ------------------ |
| Olympische Winterspiele 2022 \| Peking | 29.               | 8.                | 21.               | 6.                | 6.                 | 2.                 |

### Weltmeisterschaften
| Weltmeisterschaften | Weltmeisterschaften | Einzel | Sprint | Verfolgung | Massenstart | Staffel | Mixedstaffel | Single-Mixedstaffel |
| Jahr                | Ort                 | Einzel | Sprint | Verfolgung | Massenstart | Staffel | Mixedstaffel | Single-Mixedstaffel |
| ------------------- | ------------------- | ------ | ------ | ---------- | ----------- | ------- | ------------ | ------------------- |
| 2019                | Östersund           | 24.    | 61.    | –          | –           | 8.      | 8.           | –                   |
| 2020                | Antholz             | 31.    | 41.    | 35.        | 5.          | 14.     | 7.           | –                   |
| 2021                | Pokljuka            | DNF    | 28.    | 22.        | 16.         | 8.      | 5.           | 1.                  |
| 2023                | Oberhof             | 5.     | 10.    | 1.         | 3.          | 4.      | 3.           | –                   |
| 2024                | Nové Město          | 3.     | 1.     | 1.         | 4.          | 1.      | 1.           | –                   |
| 2025                | Lenzerheide         | 1.     | 7.     | 12.        | 22.         | 1.      | 1.           | 1.                  |